# 옥타브 아멜랭
옥타브 아멜랭(Octave Hamelin, 1856년 7월 22일 ~ 1907년 9월 11일)은 프랑스의 철학자이다. 몽펠리에에서 태어났다. 보르도 대학교(1884년 ~ )와 신 파리 대학교(1905년 ~)에서 교수를 역임했다. 아멜랭은 사회학자인 에밀 뒤르켐의 가까운 친구였으며 프랑스 철학자 샤를(Charles Renouvier)에 대한 관심을 공유했다. 고대 그리스 철학자들의 번역가로도 유명하다. 프라드에서 사망했다.